# Diseño Keyline

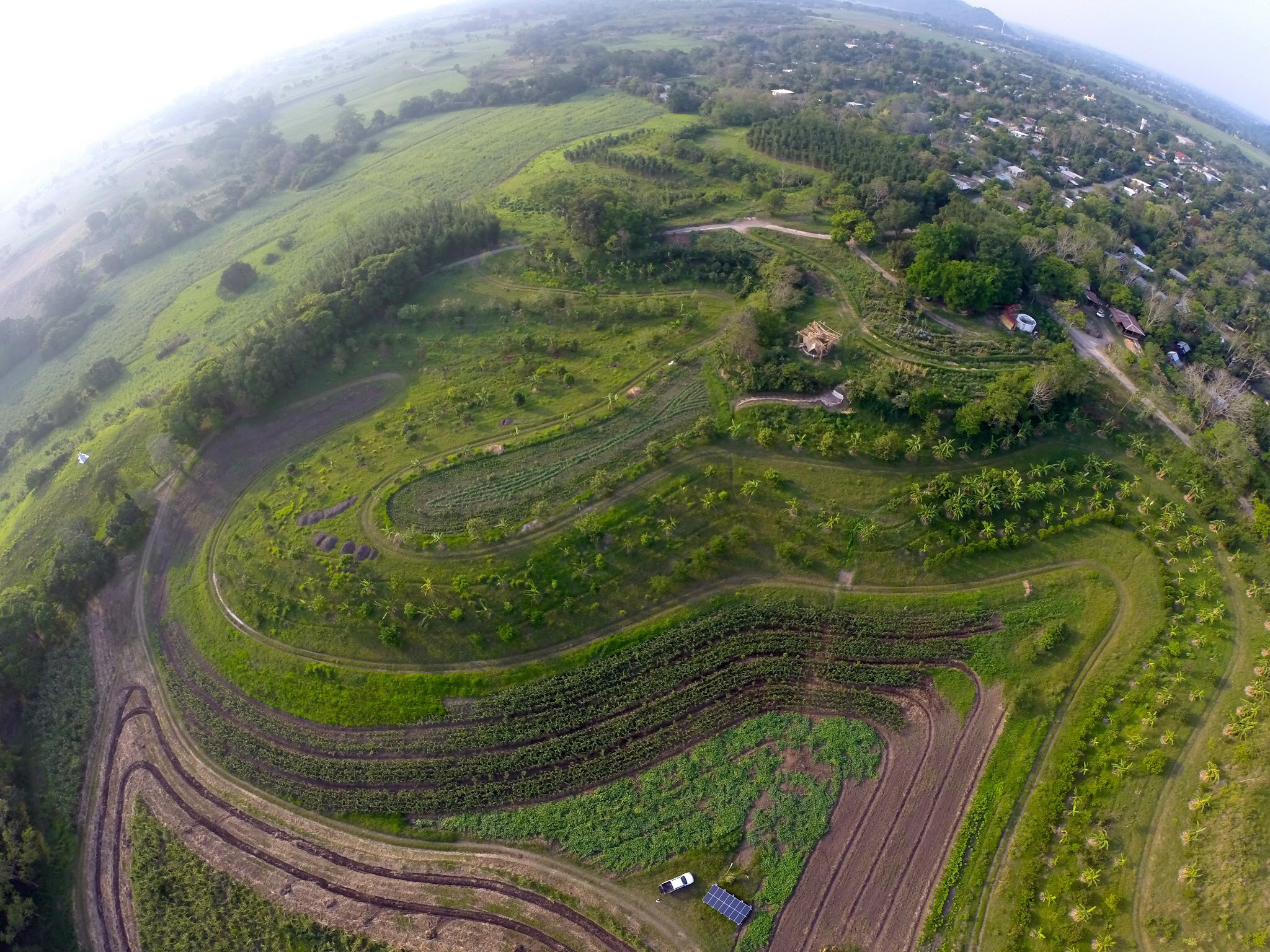
Diseño hidrológico aplicado a un rancho de 73 has en Oaxaca, México

El diseño Keyline es una técnica para maximizar el uso beneficioso de los recursos hídricos de un área de tierra. El  diseño Keyline  se refiere a una característica topográfica específica ligada al flujo de agua dulce. Más allá de eso, sin embargo, el diseño Keyline puede ser visto como un conjunto de principios de diseño, técnicas y sistemas para el desarrollo de los paisajes rurales y urbanos.

El diseño Keyline fue desarrollado en la bastante árida (excepto los extremos sur y norte de esta isla-continente) Australia por el agricultor e ingeniero P. A. Yeomans, y describe y explica en sus libros El Plan de Keyline, El Desafío de Paisaje, Agua agrícola para todos y la ciudad forestal.

## Aplicación
P. A. Yeomans publicó el primer libro sobre el diseño Keyline (=línea clave) en 1954. Yeomans describe un sistema de contorno amplificado, con rasgos específicos para controlar la escorrentía de lluvia y permitir el riego por inundación rápida del terreno ondulado y sin la necesidad de terrazas.
Los diseños Keyline incluyen represas de riego equipados con sistemas Lockpipe a través de la irrigación por gravedad. Los canales de tierra graduados pueden estar interrelacionados para ampliar las zonas de captación de agua de las presas altas, para ello se debe conservar la altura del agua y las precipitaciones para la transferencia de escorrentía más eficientes. Los caminos siguen dos líneas de cresta y canales de agua para proporcionar un movimiento del agua más fácil a través de la tierra.

## Escala de Permanencia Keyline

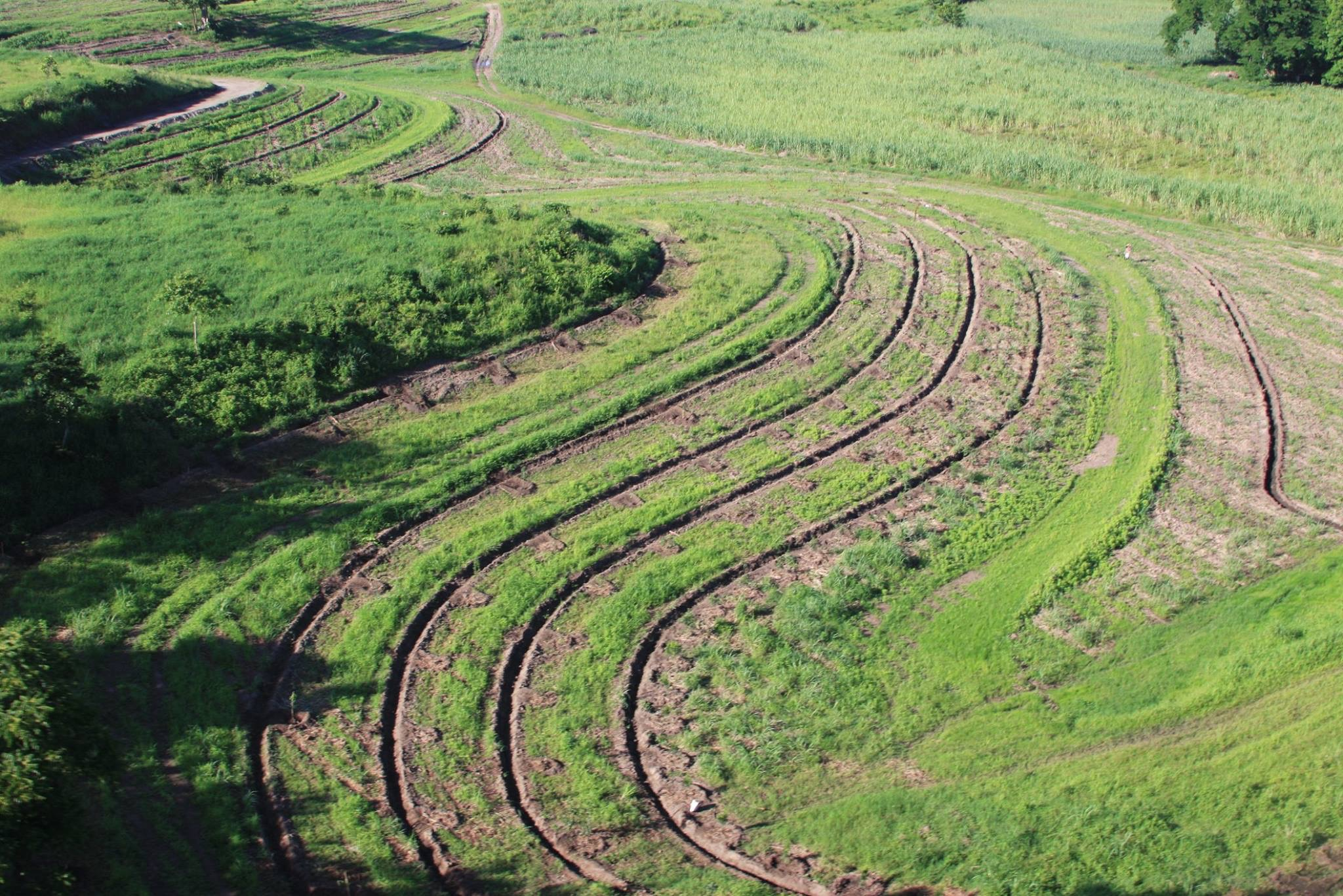
Patrón de cultivo en línea clave

La base de Yeomans para el sistema Keyline, y el resultado de quince años de experimentación adaptativa es la 'Escala de Permanencia Keyline (KSOP)'
que identifica los elementos de las granjas típicos ordenados de acuerdo a su grado de permanencia.
- Clima
- Topografía
- Abastecimiento de agua
- Carreteras / Acceso
- Árboles
- Estructuras
- Cercas
- Suelo

Keyline considera estos elementos en la planificación de la colocación de un sistema de almacenamiento de agua, así como de carreteras, árboles, edificios y vallas. En tierra inclinada, el enfoque Keyline implica identificar varias características a saber crestas y valles y los cursos de agua naturales que buscan sitios de almacenamiento de agua óptimos y canales potenciales de interconexión.
Las líneas de agua identificados a partir de la forma de la tierra posteriormente proporcionan ubicaciones óptimas para los distintos elementos menos permanentes (carreteras, árboles, edificios y vallas) para optimizar el potencial natural del paisaje.

## Patrón de cultivo

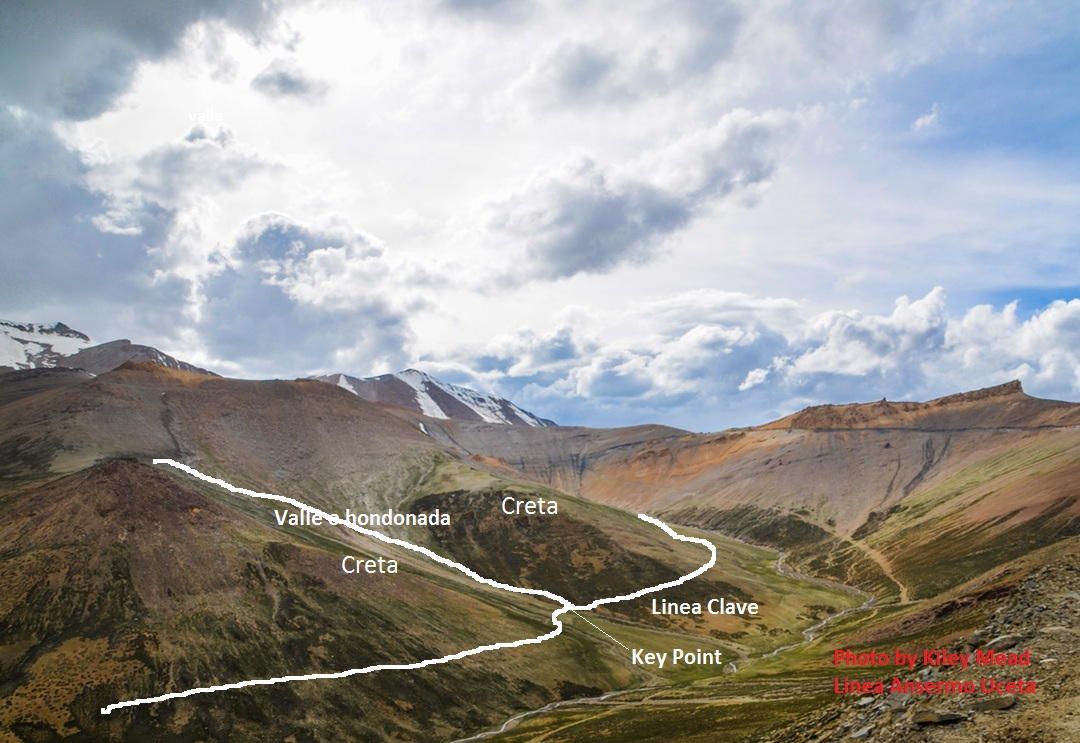

El punto-clave (keypoint) está normalmente en la parte inferior de la hondonada (donde circula el agua de un terreno) aquí el terreno pierde abruptamente la pendiente fuerte y toma una pendiente más suave y más acorde con el terreno circundante.
La línea-clave (keyline) parte a ambos lados del punto-clave y recorre el terreno a la misma altura o Cota, sin importar el contorno del terreno, (o sea si trazamos las líneas clave por el keypoint e imaginamos que cortamos el terreno como un pastel, por esta línea clave, el terreno del corte quedaría totalmente plano y con una Cota del mismo valor que el keypoint ) teniendo la misma forma del contorno del terreno, o sea que cada punto de la línea clave tiene la misma altura o cota que la del punto-clave.
Esta línea permite que, en teoría, que toda el agua que llega al punto-clave se distribuya por toda la línea-clave (ya que si está al mismo nivel el agua tendría a nivelarse en ese nivel) así aun el terreno situado en la cresta del terreno (pero a la misma altura o cota) tendría el mismo nivel de agua (con lo cual logramos irrigar, las crestas que en el método normal solo colectan el agua y el declive natural tiende a enviarla hacia la hondonada), con este sistema distribuimos el agua de nuevo hacia todo el terreno situado en esta altura.
Después de trazada esta primera línea clave que en el terreno corresponde crear a una zanja para distribuir el agua, y se van trazando más líneas o zanjas, a una separación X (pero ya no tomando en cuenta la cota o altura de esta nueva líneas, sino que las próximas líneas o zanjas siguen solo la misma separación con respecto a la línea clave) la cual se convierte en guía y todos los puntos de las demás líneas están a la misma distancia y paralelos con respecto a la línea clave.
Se debe arar paralelo al keyline, de modo que la superficie tanto por encima como por debajo se convertirá automáticamente "en contorno", pero el patrón de desarrollo tenderá mantener la escorrentía del agua de lluvia lejos del centro de la hondonada y de paso y con esto evitar la erosión.
El patrón de cultivo con diseño Keyline en las formas del canto se realiza en paralelo a cualquier contorno adecuado pero solo trabajando en la parte superior de la línea de guía de contorno. Esto desarrolla automáticamente un patrón de cultivo fuera de contorno en el que todas las marcas que se dejan en el suelo se inclinarán hacia abajo hacia el centro de la forma de cresta.
Este patrón de cultivo permite más tiempo para el agua en el cultivo. El cultivo patrón Keyline también permite el riego por inundación controlada de terreno inclinado, que además ayuda en el rápido desarrollo de profundidad del suelo biológicamente fértil, lo que se traduce en la mejora de la nutrición y la salud del suelo.
En la agricultura es importante conseguir una absorción óptima y distribuida de las lluvias y el Sistema Keyline hace esto, así como el retraso de la concentración potencialmente dañino de la escorrentía.
La técnica del arado Yeomans difiere del contorno tradicional de arado en varios aspectos importantes, también se hace fuera del contorno, pero por lo general con un efecto contrario a como el agua se comporta en la escorrentía tradicional que provoca que por la pendiente del suelo corra rápidamente y se concentre en los valles.
El arado de Yeomans distribuye el agua, enviándola a los puntos que por su pendiente tendrían muy poca oportunidad de absorber la lluvia, con lo cual se logra que todo el terreno tenga oportunidad de absorberla, evitando que la misma se pierda en el valle.
Las limitaciones del sistema tradicional de conservación del suelo, con su enfoque de "eliminación segura" del agua de lluvia fueron un importante factor de motivación en el desarrollo del sistema de Keyline.

## Aplicaciones
David Holmgren, uno de los fundadores de la permacultura, utilizó el principio Keyline de Yeoman ampliamente en la formulación de conceptos de permacultura y el diseño de los asentamientos humanos sostenibles y la agricultura ecológica o en granjas orgánicas.
El diseño hidroagrícola Keyline también incluye conceptos para mejorar la fertilidad del suelo rápidamente y estos conceptos se consideran Prioridad Uno por parte del hijo de Percival Alfred Yeomans , Allan Yeomans. Yeomans y sus hijos también jugaron un papel decisivo en el diseño y fabricación de arados especiales y equipo de cultivo para su uso junto con la metodología Keyline.